# Basicerotini
Basicerotini é uma tribo de formigas da subfamília Myrmicinae.